# Leiosphaerella cocoës
Leiosphaerella cocoës är en svampart som först beskrevs av Petch, och fick sitt nu gällande namn av Samuels & Rossman 1987. Leiosphaerella cocoës ingår i släktet Leiosphaerella, ordningen kolkärnsvampar, klassen Sordariomycetes, divisionen sporsäcksvampar och riket svampar.   Inga underarter finns listade i Catalogue of Life.